# Guerra de Independência da Venezuela
A Guerra de Independência da Venezuela (em castelhano: Guerra de Independencia de Venezuela, 1810–1823) foi uma das Guerras de independência hispano-americanas do início do século XIX, quando movimentos de independência na América do Sul travaram uma guerra civil pela secessão e contra a unidade do Império Espanhol, encorajados pelos problemas da Espanha nas Guerras Napoleônicas.
O estabelecimento da Junta Suprema de Caracas após a deposição forçada de Vicente Emparan como Capitão-Geral da Capitania Geral da Venezuela em 19 de abril de 1810 marcou o início da guerra. Em 5 de julho de 1811, sete das dez províncias da Capitania Geral da Venezuela declararam sua independência na Declaração de Independência da Venezuela. A Primeira República da Venezuela foi perdida em 1812 após o Terremoto de Caracas de 1812 e a Batalha de La Victoria de 1812. Simón Bolívar liderou uma "Campanha Admirável" para retomar a Venezuela, estabelecendo a Segunda República da Venezuela em 1813; mas esta também não durou, sucumbindo a uma combinação de revolta local e reconquista realista espanhola. Somente como parte da Campanha de libertação de Nova Granada de Bolívar em 1819–1820 a Venezuela alcançou uma independência duradoura da Espanha (inicialmente como parte da Grã-Colômbia).
Em 17 de dezembro de 1819, o Congresso de Angostura declarou a Grã-Colômbia um país independente. Após mais dois anos de guerra, o país conquistou a independência da Espanha em 1821 sob a liderança de Simón Bolívar. A Venezuela, junto com os territórios que hoje correspondem a Colômbia, Panamá e Equador, fez parte da República da Grã-Colômbia até 1830, quando se separou e se tornou um Estado soberano.

## Primeira República (1810–1812)
A invasão francesa à Espanha em 1808 levou à queda da Monarquia espanhola. A maioria dos súditos da Espanha não aceitou o governo de José Bonaparte, colocado no trono espanhol por seu irmão, Napoleão Bonaparte. Ao mesmo tempo, o processo de criação de um governo estável na Espanha, que fosse reconhecido em todo o império, levou dois anos. (Veja Junta (Guerra Peninsular).) Isso criou um vácuo de poder nas posses da Espanha nas Américas, gerando ainda mais incerteza política. Em 19 de abril de 1810, o Cabildo de Caracas liderou um movimento bem-sucedido para depor o governador espanhol e Capitão-Geral, Vicente Emparan. Foi estabelecida uma Junta Suprema de Caracas, e logo outras províncias venezuelanas seguiram o exemplo. As repercussões desse ato de independência foram sentidas em toda a Venezuela quase imediatamente. Cidades e vilarejos decidiram apoiar ou não o movimento sediado em Caracas, e de fato iniciou-se uma guerra civil em grande parte do território venezuelano. A Junta Suprema de Caracas convocou um congresso das províncias venezuelanas para estabelecer um governo para a região. Inicialmente, tanto a Junta quanto o Congresso mantiveram os "direitos de Ferdinando VII", reconhecendo-se ainda parte da Monarquia Espanhola, mas tendo criado um governo separado devido à invasão francesa da Península Ibérica. À medida que o Congresso deliberava, uma facção que propunha a independência total rapidamente ganhou força. Pessoas como Francisco de Miranda, um criollo expatriado de longa data, e Simón Bolívar, um jovem aristocrata Criollo, ambos influenciados pelas ideias do Iluminismo e pelo exemplo da Revolução Francesa, lideraram o movimento. O Congresso declarou a independência da Venezuela em 5 de julho de 1811, estabelecendo a República da Venezuela.
Ainda antes do início dos trabalhos do Congresso, em novembro de 1810, uma guerra civil eclodiu entre os que apoiavam as juntas — e, posteriormente, a independência — e os realistas que defendiam a união com a Espanha. Duas províncias, Província de Maracaibo e Província de Guayana, e um distrito, Região de Coro, nunca reconheceram a Junta de Caracas e permaneceram fiéis aos governos na Espanha. Expedições militares para subjulgar Coro e Guayana ao controle da República falharam. Em 1811, uma revolta em Valência, Carabobo contra a República foi suprimida com sucesso. Em 1812, a situação se agravou para a jovem República: faltavam recursos, a Regência espanhola instituiu um bloqueio (embora este fosse facilmente contornado por navios mercantes britânicos e americanos) e, em 26 de março de 1812, um devastador Terremoto de Caracas de 1812 atingiu áreas republicanas. Nesses momentos desesperadores, Miranda recebeu poderes ditatoriais, mas não conseguiu conter o avanço realista liderado pelo Capitão Domingo de Monteverde. Em meados de 1812, após a Batalha de La Victoria (1812), a República colapsou. Miranda capitulou a Monteverde e assinou um armistício em 25 de julho de 1812.

## Segunda República (1813–1814)
Bolívar e outros republicanos continuaram a resistência em outras partes da América do Sul e no Caribe, ou organizaram movimentos de guerrilha no interior do país. Em 1813, Bolívar juntou-se ao exército das Províncias Unidas da Nova Granada. Após vencer uma série de batalhas, Bolívar obteve aprovação do Congresso neogranadino para liderar uma força libertadora na Venezuela, numa campanha conhecida como Campanha Admirável. Ao mesmo tempo, Santiago Mariño invadiu pelo nordeste em uma campanha organizada independentemente. Ambas as forças derrotaram rapidamente as tropas realistas em diversas batalhas, como a Batalha de Alto de los Godos. Bolívar entrou em Caracas em 6 de agosto de 1813, proclamando a restauração da República venezuelana e sua liderança suprema, algo não totalmente reconhecido por Mariño, sediado em Cumaná, embora ambos tenham cooperado militarmente.
Nas vice-reinados do Prata e de Nova Granada, os criollos depuseram as autoridades espanholas com relativa facilidade, como havia ocorrido em Caracas. O movimento autônomo varreu a Nova Granada, mas o país permaneceu politicamente desunido. Bogotá herdou o papel de capital da Espanha, mas os realistas estavam entrincheirados no sul da Colômbia (em Popayán e Pasto). Cali era um bastião do movimento de independência, ao norte do território realista. Cartagena declarou independência não apenas da Espanha, mas também de Bogotá. Bolívar chegou a Cartagena e foi bem recebido, assim como posteriormente em Bogotá, onde se uniu ao exército das Províncias Unidas da Nova Granada. Ele recrutou forças e invadiu a Venezuela pelo sudoeste, atravessando os Andes (1813). Seu tenente principal foi o impetuoso José Félix Ribas. Em Trujillo, uma província andina, Bolívar emitiu seu infame Decreto de Guerra à Morte, com o qual esperava mobilizar pardos e qualquer mantuano hesitante. Enquanto Bolívar obtinha vitórias no oeste, Santiago Mariño e Manuel Piar, um pardo da ilha neerlandesa de Curaçao, combatiam realistas no leste da Venezuela. Perdendo terreno rapidamente (semelhante ao ocorrido com Miranda um ano antes), Monteverde refugiou-se em Puerto Cabello, e Bolívar ocupou Caracas, restabelecendo a República com dois "estados": um no oeste, liderado por Bolívar, e outro no leste, liderado por Mariño.
Contudo, nem as invasões bem-sucedidas nem o decreto de Bolívar promoveram grande adesão de pardos à causa independentista. Na Llanos, um caudilho espanhol popular, José Tomás Boves, iniciou um movimento pardo contra a República restaurada. Bolívar e Ribas defenderam o centro do país, controlado pelos mantuanos. No leste, os realistas começaram a recuperar território. Após sofrerem um revés, Mariño e Bolívar uniram forças, mas foram derrotados por Boves em 1814. Os republicanos foram forçados a evacuar Caracas e fugir para o leste, onde, no porto de Carúpano, Piar ainda resistia. No entanto, Piar não aceitou o comando supremo de Bolívar, e este deixou a Venezuela mais uma vez, refugiando-se na Nova Granada (1815).
A resistência à República desta vez veio dos vastos llanos, onde os llaneros se organizaram sob o comando do imigrante espanhol José Tomás Boves. A guerra se transformou. Os llaneros desprezavam os criollos urbanos e elitistas que lideravam o movimento de independência. Negros recebiam mapas e listas de plantações rebeldes dos realistas. O exército llaneiro derrotou os patriotas no centro do país. Finalmente, Boves marchou rumo a Caracas, forçando os republicanos a fugirem para o leste, encerrando a segunda república.
A representação tradicional dos llanos venezuelanos dominados por caudilhos como Boves exagera a realidade. Boves foi o único caudilho pró-Espanha significativo e atuou em conjunto com Francisco Tomás Morales, oficial regular espanhol. Na Batalha de Urica, Boves foi morto e Morales assumiu o comando, realizando operações de limpeza contra a resistência patriota remanescente, que incluiu a captura e execução de Ribas. Como ainda era comum no início do século XIX, Morales teve sua cabeça fervida em óleo (para preservação) e enviada a Caracas. (Veja a execução de Miguel Hidalgo y Costilla no México.) Boves morreu em combate pouco depois, mas o país retornou ao controle realista. Morillo chegou à Venezuela e iniciou operações com Morales.

## Reconquista espanhola da Nova Granada (1815–1816)
Na Espanha, forças antifrancesas haviam libertado o país, e o restaurado Ferdinando VII enviou uma grande força expedicionária à Venezuela e à Nova Granada sob o comando de Pablo Morillo, que se destacou na Guerra Peninsular.
As tropas realistas de Morillo e Morales capturaram Cartagena e Bogotá em 1816. Antes de partir para a Nova Granada, Morillo desmobilizou a maior parte das forças irregulares que haviam lutado ao lado de Boves, exceto aquelas que levou consigo. Sem perspectivas, alguns pardos e llaneros começaram a se juntar às rebeliões na vasta planície do sul da Venezuela. Enquanto isso, Bolívar optou por ir a Jamaica em busca de apoio britânico, que lhe foi negado. De lá, seguiu para Haiti, primeira república independente da América Latina. Com o apoio do presidente haitiano Alexandre Pétion e auxílio naval de Luis Brión, mercador de Curaçao, Bolívar retornou à Ilha Margarita—refúgio republicano seguro—, mas seu comando ainda não estava consolidado. Mariño, que voltara com Bolívar de Haiti, conduziu suas próprias expedições e capturou temporariamente Cumaná em 1817. Com Brión fornecendo uma pequena frota, Bolívar navegou pelo litoral venezuelano até Ocumare de la Costa (Expedição de Los Cayos), onde, em atenção ao pedido de Pétion, proclamou oficialmente o fim da escravidão (embora a medida não tenha sido efetivamente implementada). Morales, de volta à Venezuela após subjugar a Nova Granada, atacou as forças republicanas com um exército numericamente superior, obrigando Bolívar a fugir novamente para Haiti com Brión. Entretanto, Piar e Gregor MacGregor, mercenário escocês que atuara na Nova Granada, conseguiram escapar com suas tropas para o interior, derrotando Morales em El Juncal em setembro de 1816 antes de se dirigirem ao sul, rumo a Guayana.
O exército llaneiro de Boves foi substituído em 1815 por uma expedição formal enviada pela Espanha sob o comando de Pablo Morillo. Foi a maior expedição espanhola já enviada às Américas. A proximidade da Venezuela com Cuba, Porto Rico e Espanha fez dela o primeiro alvo do contra-ataque realista. Os llaneros foram desmobilizados ou incorporados às unidades expedicionárias. Os patriotas encontraram-se novamente dispersos, e a guerra assumiu caráter local. Bandos guerrilheiros patriotas formaram-se, mas não conseguiram um comando unificado ou uma estratégia comum. Um grupo de patriotas lançou uma expedição ao leste da Venezuela, que terminou em fracasso. Bolívar buscou então unir forças com Manuel Piar, outro líder patriota, mas divergências impediram a união. Depois disso, Bolívar foi aos llanos se juntar a José Antonio Páez, mas um ataque mal-sucedido ao centro da Venezuela forçou-o a recuar para Apure. Morillo contra-atacou com sucesso, mas foi derrotado na Batalha de Las Queseras del Medio. Seguiu-se um longo impasse, com os realistas controlando o norte urbano e populoso, e os republicanos, as extensas, porém pouco povoadas, planícies do sul.

## Estagnação (1816–1819)
Bolívar e Brión retornaram e tentaram, em 1817, capturar Barcelona, onde foram repelidos pelos espanhóis. Enquanto isso, Piar e Mariño ocuparam Angostura (cidade no ponto mais estreito e profundo do Rio Orinoco, posteriormente renomeada Ciudad Bolívar), para onde Bolívar se dirigiu e foi escolhido líder supremo do movimento independentista. (Foi então que Bolívar ordenou a inclusão de uma nova estrela para Guayana na bandeira venezuelana, que representava o número de províncias originalmente favoráveis à independência. Como Bolívar influenciou a simbologia do governo de Hugo Chávez, essa alteração foi revivida em 2006.) Em Guayana, Bolívar rapidamente despojou Piar de seu comando, acusando-o (ou acusação de historiadores) de tentar formar uma força parda própria, levando-o ao julgamento em corte marcial, no qual Brión foi um dos juízes, e decretando sua execução. Veteranos britânicos das guerras napoleônicas começaram a chegar à Venezuela, formando o núcleo do que posteriormente seria a Legião Britânica. Morillo retornou a Caracas e entregou tropas a Morales para dominar o leste do país, objetivo que foi cumprido. Francisco de Paula Santander, neogranadino que se refugiara nos llanos após a invasão de Morillo, encontrou Bolívar e concordou em unir forças. O segundo em comando da expedição de Morillo, Miguel de la Torre, foi enviado para reprimir uma rebelião significativa nos llanos de Apure liderada por Páez. Naquele momento, no Cone Sul da América do Sul, José de San Martín havia concluído a Guerra de Independência do Chile com o apoio essencial de Bernardo O'Higgins.
Em 1818, formou-se um impasse entre os patriotas sediados em Angostura (atuando livremente em parte dos llanos) e Morillo (entrincheirado em Caracas, vitorioso no leste e atuando nos llanos até Apure). É nesse período que (segundo Karl Marx) Bolívar titubeou e perdeu escaramuças, sendo influenciado por oficiais europeus em Angostura a atacar o centro da Venezuela. Bolívar tentou fazê-lo, mas foi derrotado em La Puerta. Foi também quando James Rooke comandou mais de mil soldados europeus no exército de Bolívar. Porém, Morillo dispunha de forças maiores, não apenas tropas de linha espanholas, mas também pardos ainda fiéis à Coroa.
Em 1819, Bolívar proclamou a República da Grã-Colômbia, que incluía Venezuela e Nova Granada. Novos voluntários chegaram à Venezuela, embora a maioria fosse mercenária, iludida pela possibilidade de fortuna, o que raramente se concretizava. Não há evidência de apoio oficial britânico, mas, como a Espanha não era mais aliada da Grã-Bretanha, o governo britânico não obstruiu a chegada desses voluntários. Na Europa, o nome de Bolívar e o movimento de independência hispano-americano conquistaram simpatia entre liberais, assim como a independência da Grécia. Morillo tinha dificuldades e pardos começaram a olhar para os líderes patriotas. Campanhas no leste venezuelano inverteram o rumo da guerra, e nos llanos Páez derrotou Morillo e Morales em Apure. Isso abriu caminho para Bolívar e Santander invadirem a Nova Granada, onde, no Pantano de Vargas, as forças espanholas foram derrotadas numa batalha em que a Legião Britânica teve papel central e Rooke foi morto em combate. Na Batalha de Boyacá (1819), o poder espanhol foi esmagado na Nova Granada, exceto no sul. Páez ocupou Barinas e, a partir da Nova Granada, Bolívar invadiu novamente a Venezuela.

## Consolidação da independência

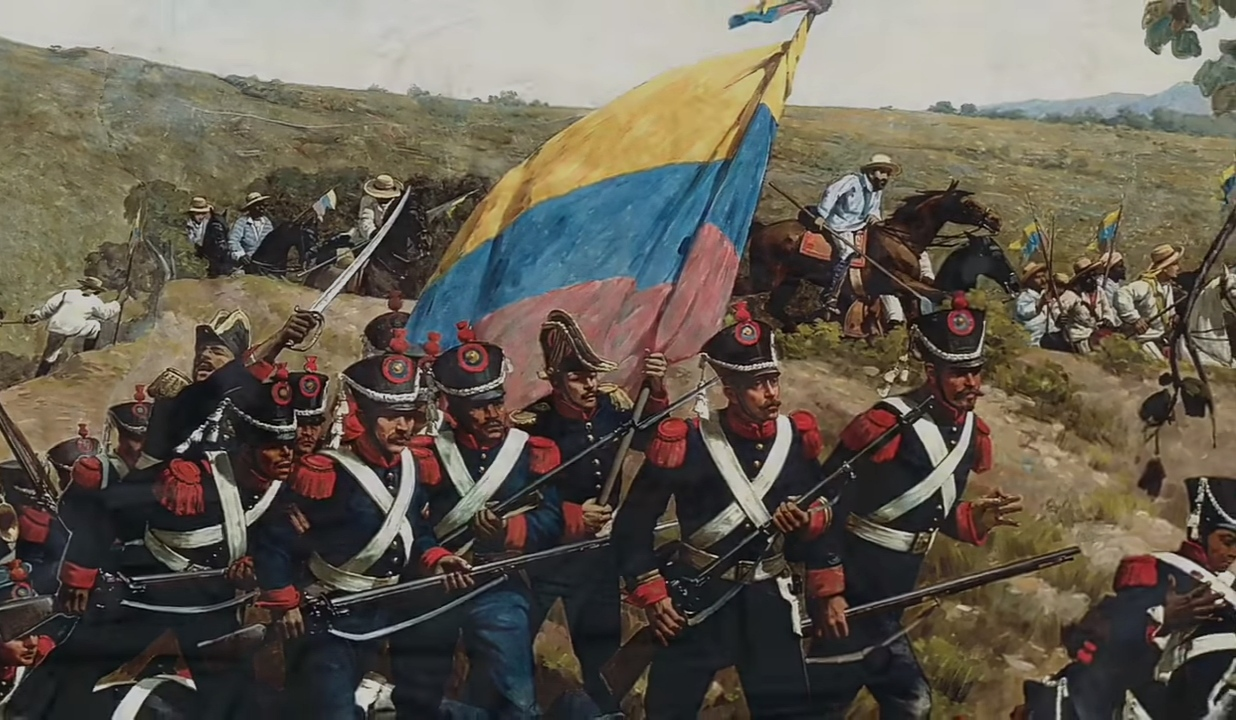
Detalhe de A Batalha de Carabobo (1887), por Martín Tovar y Tovar. Capitólio Federal da Venezuela.

Em 1819, para romper o impasse, Bolívar invadiu a Nova Granada, reconquistada por Morillo três anos antes. Bolívar derrotou decisivamente os realistas na Batalha de Boyacá. Com a libertação da Nova Granada, os republicanos ganharam uma base significativa para atacar as forças de Morillo. Um Congresso de Angostura (na atual Ciudad Bolívar), com pequena delegação neogranadina, declarou a união da Nova Granada e da Venezuela na república da Grã-Colômbia (a Grã-Colômbia das descrições contemporâneas), apresentando uma frente unida contra a Monarquia Espanhola.
Em 1821, o exército gran-colombiano venceu vitória decisiva na segunda Batalha de Carabobo, após a qual as únicas cidades ainda sob controle realista eram Cumaná — que caiu pouco depois — e Puerto Cabello, que resistiu a um cerco antes de finalmente capitular em outubro de 1823.

## Consequências
A Espanha enviou uma frota em 1823 para reconquistar o país, mas foi derrotada na Batalha do Lago de Maracaibo. Nos anos seguintes, forças venezuelanas, como parte do exército da Grã-Colômbia, continuaram campanhas sob liderança de Bolívar para libertar o sul da Nova Granada e Equador. Concluídas essas campanhas, a Grã-Colômbia seguiu na luta contra a Espanha em Peru e Bolívia, completando os esforços dos patriotas do Chile e da Argentina, como José de San Martín, que libertaram a porção sul da América do Sul.

## Conspiração de Gual e España
Conspiração de San Blas
Consistiu num movimento liberal que visava a instauração de democracia na Espanha, inspirado pela Revolução Francesa e com participação de membros importantes da sociedade. Entretanto, essa tentativa de democracia fracassou, e alguns conspiradores foram presos em colônias espanholas, um deles, Juan Batista Picornell, enviado para Porto de La Guaira, onde se encontrou secretamente com Manuel Gual e José María España. Suas ideias revolucionárias espalharam-se rapidamente pelo país, e logo Gual e España lideravam conspiração contra o domínio espanhol.
Manuel Gual e José María España
Essa conspiração ocorreu na cidade de La Guaira, inspirada tanto na Conspiração de San Blas quanto na Revolução Francesa, liderada por membros influentes da sociedade: advogados, engenheiros e comerciantes. Ainda assim, pessoas de todas as raças e classes uniram-se contra os colonizadores. Um dos principais objetivos do movimento era a igualdade e os direitos iguais para todos, fossem negros ou brancos, ricos ou pobres. Segundo Tomas Fernandez e Elena Tamaro, essa conspiração ganhou muitos apoiadores dentro e fora do país, até mesmo a marinha britânica e francesa apoiaram a ambição de liberdade contra o domínio espanhol.
Em julho de 1797, a conspiração deveria materializar suas ambições, mas as autoridades espanholas, incluindo o bispo de Caracas e o governador da Capitania Geral da Venezuela, conseguiram capturar, interrogar e torturar todos suspeitos de participar da conspiração. Manuel Gual e José María España escaparam para as Antilhas, encontrando-se novamente em Trinidad pouco depois. España retornou em 1799, chegou a Barcelona e voltou a La Guaira, onde tentou continuar seus planos, apesar da recompensa de 5 000 pesos por sua captura. Permaneceu no porto até ser preso, torturado e desmembrado pelas autoridades espanholas. Seus restos foram expostos por toda a cidade de Caracas, servindo de exemplo para quem desafiava a autoridade colonial. Segundo o Instituto Panamericano de Geografía e Historia, Gual jamais pisou novamente na Venezuela e morreu perseguido pelos espanhóis.
Legado
Esses eventos inspiraram liberais nas Américas a acreditar que a independência era possível. O tratamento dado pelos espanhóis aos revolucionários, em vez de suprimir o desejo de liberdade, alimentou ainda mais o ódio e o liberalismo popular. A conspiração transmitiu uma mensagem que se espalhou não apenas por discursos, mas por textos e ideias. Documentos como os "Direitos do Homem e do Cidadão" disseminaram-se amplamente e ajudaram a alcançar o objetivo de libertação do domínio colonial.